# Unquillosaurus
Unquillosaurus ceibalii is een vleesetende theropode dinosauriër, behorend tot de groep van de Tetanurae, die tijdens het late Krijt leefde in het gebied van het huidige Argentinië.

## Naamgeving en vondst
De soort werd in 1979 benoemd en beschreven door Jaime Eduardo Powell. De geslachtsnaam verwijst naar de rivier de Unquillo. De soortaanduiding naar de plaats El Ceibal.
Het holotype, PVL 3670-11, is bij Arroyo-Morterito gevonden in de Los Blanquitosformatie die dateert uit het Campanien. Het bestaat uit een linkerschaambeen.

## Beschrijving
Het fragment is 514 millimeter lang. Dit duidt erop dat Unquillosaurus een lichaamslengte had van ongeveer vier meter. Sommige oudere populair-wetenschappelijke boeken geven een veel hoger getal, wel elf meter, maar dat berust op een oude verschrijving.
Powell meende een aantal onderscheidende kenmerken van het schaambeen te kunnen vaststellen. Zo zaten er eigenaardige groeven aan de buitenkant en had het ondereinde een naar achteren in plaats van naar voren gerichte punt. Latere onderzoekers hebben echter gesuggereerd dat hij het bot omgekeerd geïnterpreteerd heeft. De vreemde structuren aan de vermeende buitenkant zouden dan de normale vergroeiingen met het rechterschaambeen vertegenwoordigen.
In 2004 kwam Fernando Novas met weer een andere interpretatie: het bot zou niet omgedraaid zijn maar foutief als naar voren stekend opgevat zijn. Het zou in feite naar achteren gestoken hebben en een gedeelte aan de bovenkant zou het onderuitsteeksel van het darmbeen vertegenwoordigen.

## Fylogenie
Volgens Powell was Unquillosaurus een lid van de Carnosauria waarvoor hij in 1986 een eigen Unquillosauridae schiep. Volgens Novas wees het naar achteren gerichte schaambeen er echter op dat het een zeer groot lid van de Maniraptora betrof of in ieder geval van de Maniraptoriformes. Hij dacht dat het verwant kon zijn aan de vogels, dan wel aan een vogelachtige vorm uit de Alvarezsauridae of misschien wel zelf een vogel was, basaal in de Metornithes. In 2006 echter was hij wat minder speculatief en plaatste het dier in de Dromaeosauridae.